# Eupithecia bohatschi
Eupithecia bohatschi är en fjärilsart som beskrevs av Otto Staudinger 1897. Eupithecia bohatschi ingår i släktet Eupithecia och familjen mätare. Inga underarter finns listade i Catalogue of Life.